# Rolf Holmberg

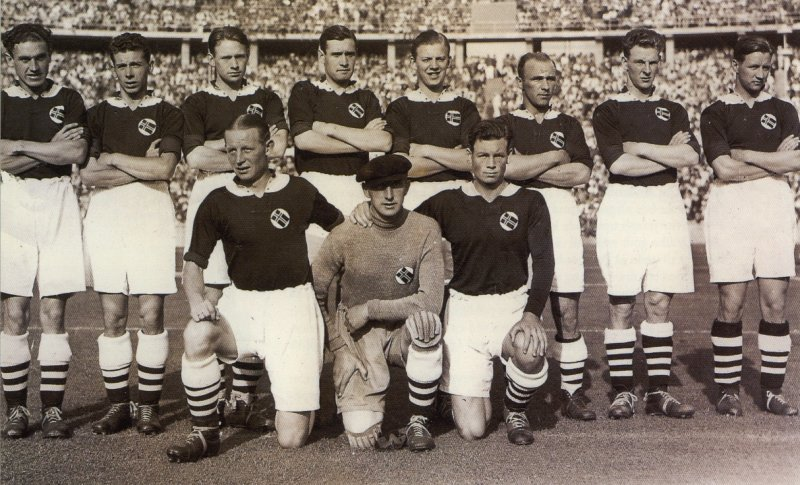
Imatge d'un partit de la selecció Noruega de futbol el 1936. Holmberg és el cinquè per l'esquerra (fila del darrere).

Rolf Holmberg (Gjerpen, 24 d'agost de 1914 - Skien, 5 de juliol de 1979) fou un futbolista noruec de la dècada de 1930.
Disputà 26 partits amb la selecció de futbol de Noruega, amb la qual guanyà la medalla de bronze als Jocs Olímpics de 1936 i participà en el Mundial de 1938. Pel que fa a clubs, va jugar a l'Odd Grenland.